# 鲁布革布依族苗族乡
鲁布革布依族苗族乡是中华人民共和国云南省曲靖市罗平县下辖的一个民族乡。

## 行政区划
鲁布革布依族苗族乡下辖以下村级行政区划单位：
舌坡社区、多依社区、罗斯村、大坡村、八大河村、六鲁村、六朋村、团坡村和当别村。

## 中国传统村落
2012年，罗斯村委腊者村被评为首批“中国传统村落”。